# Дірк Абелс
Дірк Абелс (нід. Dirk Abels, нар. 13 червня 1997, Уденгаут, Нідерланди) — нідерландський футболіст, фланговий захисник швейцарського клубу «Грассгоппер».

## Ігрова кар'єра
З 2009 року Дірк Абелс займався футболом в академії нідерландського клубу ПСВ. На професійному рівні Абелс дебютував у серпні 2014 року у складі «Йонг ПСВ» у Еерстедивізі.
У червні 2016 року футболіст підписав з клубом ПСВ професійний контракт до 2018 року. І першу гру в основі провів у жовтні 2018 року у рамках Кубку Нідерландів. В чемпіонаті Нідерландів Абелс не провів жодного матчу за команду і в подальшому не маючи змоги пробитися до основи, у січні 2019 року перейшов до роттердамської «Спарти», з якою у першому ж сезоні через перехідний плей - офф виборов право на підвищення до елітного дивізіону.
У липні 2023 року Абел перейшов до швейцарського «Грассгоппера», з яким підписав контракт на два роки з можливістю продовження договору ще на рік.